# Фединський Юрій (правник)
Фединський Юрій (1912–1979) — правник родом зі Львівщини.
Студіював у Львові, Інсбруці й Блюмінґтоні; дійсний член НТШ. Працював у правничих бібліотеках США, викладач права у Львівському й Інсбруцькому університетах і з 1966 професор Університету Індіяни в Блюмінґтоні (міжнародне та порівняльне право).
Розвідки на правничі теми українською, німецькою і англійськими мовами: «Sovietization of an Occupied Area through the Medium of Courts» (1953), «Rechtstatsachen auf dem Gebiete des Erbrechts im Gerichitsbezirk Innsbruck, 1937 — 41» (1968), «Prominent Polish Legal Scholars of the Last 100 Years» (1970), статті в «ЕУ» та ін.